# Riki-Oh: The Story of Ricky
Pour plus de détails, voir Fiche technique et Distribution.
Riki-Oh: The Story of Ricky (力王, Lik wong) est un film d'arts martiaux hongkongais écrit et réalisé par Lam Ngai-kai et sorti en 1991 en Asie. C'est l'adaptation du manga Riki-Oh (en) de Masahiko Takajo et Tetsuya Saruwatari, publié de 1988 à 1990.
Il raconte l'histoire de Lik Wong (Fan Siu-wong), ou Ricky Ho dans les versions sorties en Occident, un jeune pratiquant d'arts martiaux à la force surhumaine qui est envoyé en prison. Curieusement, et peut-être en raison de problèmes de droits, le film est une production indépendante malgré la présence de Fan Siu-wong dans le rôle principal. Il totalise 2 147 778 HK$ de recettes à Hong Kong, largement handicapé par le fait d'avoir été classé catégorie III (interdit aux moins de 18 ans). Il est en effet réputé pour sa violence extrêmement gore et fortement exagérée. Une scène, montrant un personnage écrasant le crâne d'un autre personnage à mains nues, est plus tard devenue un mème régulier de l'émission américaine The Daily Show à l'époque où Craig Kilborn (en) en était le présentateur.
Une suite, Dint King Inside King (aussi appelée Story of Ricky 2 ou Super Powerful Man), sort à Hong Kong en 2005, bien que l'intrigue ne suive pas les événements qui auraient dû suivre la fin du premier volet, et se déroule dans un avenir lointain par rapport à l'année 2001 pour le premier film. Le film n'est jamais sorti aux États-Unis ou en Europe mais est sorti en DVD avec un doublage anglais.

## Synopsis
En 2001, alors que toutes les prisons ont été privatisées, Lik Wong/Ricky Ho (Fan Siu-wong), un pratiquant d'arts martiaux et ancien étudiant en musique, est condamné à 10 ans de prison pour homicide involontaire après avoir tué un parrain du crime (Lam Suet) qui était indirectement responsable de la mort de sa petite amie Keiko/Anne (Gloria Yip) après qu'un groupe de voyous l'ait tuée pour avoir été témoin d'une vente d'héroïne. Il est révélé dans un flash-back que Ricky s'appelait Rick quand il était enfant, mais que son oncle, après avoir vu à quel point il était fort, a décidé que le nom de Ricky était plus approprié.
En prison, un détenu âgé appelé Ma/Omar est attaqué par Wildcat/Samuel, le chef des cellules. Ricky fait alors volontairement trébucher Samuel qui tombe sur un morceau de bois avec des clous. Après cela, l'un des détenus demande à Zorro, un dangereux détenu obèse, de le tuer. Omar est informé que sa libération conditionnelle est refusée après un mensonge de Samuel disant aux gardiens qu'il répandait des rumeurs. Très affecté par la nouvelle, il se pend. Pendant ce temps, Zorro attaque Ricky mais celui-ci le tue à mains nues, puis esquive l'attaque de Samuel et le tue également.
Peu de temps après, un membre des Quatre Rois célestes (ou gang des quatre dans la version occidentale), une bande de détenus faisant sa loi, nommé Hai/Oscar, chef de la cellule nord, suggère à Ricky d'aller voir le vice-directeur borgne Dan (Fan Mei-sheng). Après la dernière confrontation de Ricky, Dan demande à Oscar de le tuer. Dans la cour de la prison, Oscar et Ricky s'affrontent alors. Après avoir perdu un œil, Oscar reconnaît qu'il n'est pas assez fort pour battre Ricky et décide de se faire hara-kiri en s'ouvrant le ventre avec une lame. Mais lorsque Ricky s'approche pour l'en empêcher, il utilise ses propres intestins pour l'étrangler. Ricky se libère puis délivre un coup mortel qui achève son adversaire. Il découvre bientôt que les Quatre Rois célestes cultivent de l'opium pour le revendre. Huang Chung/Rogan (Yukari Ōshima), cheffe de la cellule ouest, découvre que Ricky a mis le feu aux plants de pavot, ce qui provoque une bagarre entre la bande et Ricky. Brandon, chef de la cellule sud, utilise des aiguilles pour l'immobiliser et le laisser sans défense. Pendant ce temps, les gardes signalent à Dan que le directeur revient de vacances, ce qui l'incite à déclencher l'alarme zéro, un système automatique de défense qui tire sur toute personne se trouvant à l'extérieur de sa cellule. Tandis que le combat continue, Tarzan, chef de la cellule est, arrive en annonçant son intention de combattre Ricky, mais part avec sa bande lorsque l'alarme zéro se déclenche.
Le lendemain, le directeur et son fils trop gâté reviennent de vacances. Dan informe le directeur des derniers incidents, y compris celui de l'incendie des plants de pavot. Cela l'exaspère et il commence à se transformer en une créature semblable à Hulk, mais la métamorphose est finalement stoppée par la prise de médicaments. Alors que le directeur interroge Ricky entre les barreaux, Tarzan défonce le mur pour affronter Ricky, ce qui se termine par le démembrement de la moitié du bras gauche de Tarzan et sa mâchoire brisée. Le directeur active alors un système qui abaisse le plafond de la cellule de Ricky qui tente tant bien que mal de le retenir. Tarzan reprend conscience, commence lui aussi à tenir le plafond et sauve finalement involontairement Ricky en se faisant écraser. Après s'être échappé, Ricky découvre une photo montrant que Tarzan avait une famille qui l'attendait dehors. Le directeur ordonne ensuite aux détenus d'enterrer Ricky vivant, un ordre auquel ils obéissent à contrecœur. Il lui propose de le libérer de prison s'il parvient à survivre sous terre pendant une semaine. Ricky survit en mangeant de la viande de chien, mais le directeur revient sur sa promesse de le libérer. Plus tard, un détenu appelé Freddy apporte à manger à Ricky et un autre détenu informe Dan qu'il a mortellement blessé Freddy. Dan ouvre alors la cellule de Ricky pour le narguer. Cependant, Ricky se libère, tue le détenu et crève l'œil restant de Dan. Les détenus se rebellent et attaquent violemment Dan.
Dans la cuisine, Ricky, les prisonniers et Dan défoncent le mur. Le directeur tire sur Dan avec une balle artisanale qui le fait gonfler jusqu'à exploser. Rogan et Brandon affrontent Ricky, et Rogan est gravement blessée. Brandon, réalisant que Ricky est beaucoup trop puissant pour lui, fuit les lieux mais est abattu par le directeur. Celui-ci, avouant qu'il est aussi pratiquant d'arts martiaux, se transforme en une créature monstrueuse et se bat contre Ricky. Le combat se termine lorsque Ricky réussit à le paralyser et à le jeter dans un hachoir à viande. Les prisonniers se rebellent de nouveau et commencent à attaquer les gardiens. De son côté, Ricky brise le mur de la prison, permettant aux prisonniers et à lui-même de s'évader.

## Fiche technique
- Titre original : 力王
- Titre international : Riki-Oh: The Story of Ricky
- Réalisation et scénario : Lam Ngai-kai
- Musique : Chan Fei-lit
- Photographie : Mak Hoi-man
- Montage : Peter Cheung et Keung Chuen-tak
- Production : Chow Chan-tung
- Société de production : Diagonal Pictures et Paragon Films
- Société de distribution : Golden Harvest
- Pays d'origine :  Hong Kong
- Langue : cantonais
- Genre : arts martiaux
- Durée : 91 minutes
- Date de sortie :
  -  : 5 octobre 1991
  -  Hong Kong : 9 avril 1992
  -  : 6 février 1997

## Distribution
- Fan Siu-wong : Lik Wong/Ricky Ho
- Fan Mei-sheng : le vice-directeur Dan
- Ho Ka-kui (en) : le directeur
- Yukari Ōshima : Huang Chung/Rogan
- Tetsurō Tanba : Maître Zhang
- Gloria Yip : Keiko/Anne, la petite amie de Ricky Ho
- Kwok Chun-fung : Lin Hung/Andrew
- Frankie Chin : Hai/Oscar
- Koichi Sugisaki : Taizan/Tarzan
- Wong Kwai-hung : Baishen/Brandon
- Chang Gan-wing : Ma/Omar
- Lam Kai-Wing : Wildcat/Samuel
- Chan Ging : Yeh Ming/Edward Lee
- Lau Shung-fung : un prisonnier
- Wong Kwok-leung : le fils du directeur
- Chan Kwok-Bong (en) : Alan/Hai, le filleul d'Oscar
- Lam Suet : le parrain du crime
- Bill Lung Biu : un prisonnier
- Kong Long : un gardien
- Ling Chi-hung : un prisonnier
- Cheung Yiu-sing : un prisonnier
- Choi Kwok-ping : un prisonnier
- Cheung Yuk-san : un gardien
- Chiu Chi-shing : un prisonnier
- Yuen Wah : un prisonnier

## Production
L'intrigue suit de près l'histoire du manga original et de son adaptation en anime, avec quelques petites modifications dans certains cas.
Le film est connu pour son usage excessif et graphique de la violence et des effusions de sang, principalement en raison du fait que le personnage principal est quasiment invincible, a une force surhumaine et peut pratiquement résister à toutes les douleurs, ce qui s'explique en partie parce qu'il pratique une forme extrême de qi gong. Cela conduit les autres personnages tentant de le maîtriser à connaître des morts extrêmement sanglantes et exagérées.
Mis à part les scènes de broyage de tête et de hachage de viande susmentionnées, la plus notable est une scène de combat entre Ricky et Oscar, un prisonnier armé d'un couteau. Pendant le duel, ce-dernier jette de la poudre de verre dans les yeux de Ricky puis lui taillade le bras droit. Ricky, apparemment fini, brise une conduite d'eau pour se nettoyer les yeux, puis utilise ses dents et sa main gauche pour attacher ensemble les veines et les tendons de son bras. Oscar charge ensuite Ricky qui l'esquive et le frappe derrière la tête, propulsant un de ses yeux hors de son orbite et qui se fait manger par des corbeaux. Se voyant désavantagé, Oscar tente de se tuer en se faisant seppuku. Cependant, lorsque Ricky s'approche d'Oscar pour essayer de l'empêcher, Oscar attrape ses propres intestins et tente d'étrangler Ricky avec, ce qui incite le vice-directeur à s'exclamer : « Tu as des tripes, Oscar ! » . Ricky frappe ensuite Oscar au visage et un plan en rayons X montre tout l'avant de son crâne se briser. Il s'effondre ensuite sans aucune fracture visible hormis un nez cassé.
Dans une autre scène de combat, Ricky casse le bras de Tarzan puis lui délivre un uppercut tellement fort que sa mâchoire s'arrache. Une troisième scène montre la mort du directeur broyé dans un hachoir à viande industriel après avoir été jeté dedans par Ricky. Tout son corps est déchiqueté et il ne reste que sa tête. Dans cette scène, une telle quantité de faux sang est utilisée que Fan Siu-wong a mis trois jours avant de réussir à enlever le sang sur sa peau.

## Accueil

### Box-office
Riki-Oh est classé catégorie III (interdit aux moins de 18 ans), devenant l'un des premiers films non érotique hongkongais à recevoir une telle classification. Cette restriction a considérablement affecté ses résultats au box-office avec 2 147 778 HK$ de recettes à Hong Kong, ce qui est faible.

### Critique
Sur Rotten Tomatoes, Riki-Oh a une évaluation de 89% d'après 9 critiques, et une note moyenne de 7,1/10. Michael Atkinson de The Village Voice le décrit comme « une inondation de sang plutôt étonnante et stylisée qui se déroule dans une prison privatisée ». Kurt Ramschissel de Film Threat donne au film 5 étoiles, écrivant que « sa violence rapide et furieuse est tout aussi scandaleuse et exagérée que l'on été celles de Sam Raimi ou Peter Jackson ». J.R. Jones de Chicago Reader écrit : « Si vous pouvez supporter le torrent de violence macabre, vous vous retrouverez royalement diverti par ce film d'action hongkongais ».

## Sortie en DVD
Aux États-Unis, Tokyo Shock a sorti le film en DVD en 2000. En 2002, la compagnie britannique Hong Kong Legends (en) le sort en DVD dans la Zone 2. En 2003, Fortune Star (anciennement Mega Star), actuel propriétaire du catalogue de la Golden Harvest, sort une version remastérisée dans un coffret avec deux autres films : The Dragon from Russia (en) (1990) et Niki Larson (1993).
Le film est distribué en Blu-ray par Media Blasters en 2011. Riki-Oh: The Story of Ricky est disponible en version originale avec des sous-titres anglais sur Netflix depuis 2012. Il est également distribué par Turner Classic Movies du 2 novembre 2012 au 14 avril 2013 dans le cadre des projections TCM Underground (en).